# رودریگو کورتس
رودریگو کورتس (اسپانیایی: Rodrigo Cortés‎؛ زادهٔ ۳۱ مهٔ ۱۹۷۳) بازیگر، فیلم‌نامه‌نویس، تهیه‌کننده، کارگردان و تدوین‌گر اهل اسپانیا است.
از فیلم‌ها یا مجموعه‌های تلویزیونی که وی در آن‌ها نقش داشته‌است، می‌توان به مدفون، چراغ‌های قرمز، آپارتمان ۱۴۳ و پیانو بزرگ اشاره نمود.